# Pierre-Maurice Quay
 (décembre 2011).
Si vous disposez d'ouvrages ou d'articles de référence ou si vous connaissez des sites web de qualité traitant du thème abordé ici, merci de compléter l'article en donnant les références utiles à sa vérifiabilité et en les liant à la section « Notes et références ».
Pierre-Maurice Quay (parfois orthographié Quaï), né à Paris le 27 janvier 1777 (Saint-Eustache) et mort à Saint-Leu-la-Forêt le 5 septembre 1803, des suites d'une maladie pulmonaire, est un peintre français, lié au mouvement néoclassique, à qui l'on attribue la création du terme « Rococo ».

## Biographie
Élève de Jacques-Louis David, il fut le fondateur au sein de son atelier de la secte des « Barbus » ou « Méditateurs » avec quelques autres élèves, dont Jean-Pierre Franque. Il aimait être appelé « Agamemnon ». Il préconisait un retour aux lignes pures et simples de l’art de la poterie de la Grèce Antique. Végétariens, les Barbus poussaient l’adhésion à leurs convictions jusqu'à porter dans les rues de Paris des vêtements excentriques inspirés des costumes grecs, qui attiraient moqueries et insultes.
Quays et les Barbus furent finalement expulsés par David de son atelier en 1800 pour avoir critiqué durement son tableau L'Intervention des Sabines.
Il mourut quelques années plus tard et la secte ne lui survécut pas.
Charles Nodier, le chantre du romantisme, le décrivait ainsi :

« Maurice Quay était le plus beau des hommes. La nature avait voulu qu’il fût aussi imposant par ses formes sensibles que par son génie, et comme elle n’arrive à ce point de perfectionnement qu’en expiant son chef-d’œuvre par de grandes compensations, elle ne fit que le montrer. Il disparut avant d’avoir atteint les années viriles … et l’édifice dont il était la pierre angulaire s’écroula sur lui, la société des méditateurs descendit inconnue dans le tombeau de Maurice inconnu.  
Maurice Quay [...] était placé trop haut pour s’accommoder aux pensées et à la marche du vulgaire, pour prendre intérêt à ses passions et pour avoir foi dans ses perfectionnements. Il l’avait pris en dédain à vingt ans : il n’en a compté que vingt-quatre et je me suis demandé souvent ce qu’il aurait pu faire au-delà, dans l’âge de la maturité, au milieu du train irrésistible des choses[réf. nécessaire]. »

Selon Étienne-Jean Delécluze, le terme « Rococo » fut créé par Quay vers 1797 lors de son apprentissage dans l'atelier de David. S'agissant à l’origine d'un terme destiné à tourner en dérision un style radicalement opposé à ses goûts, il est ironique que cela soit la principale contribution de Quays au monde des arts, puisqu’à l'exception d'une Tête d'étude, il ne subsiste aucune autre toile connue de lui, et on ne connaît tout au plus qu'un portrait de lui, réalisé vers 1800 par Henri-François Riesener et conservé au musée du Louvre.

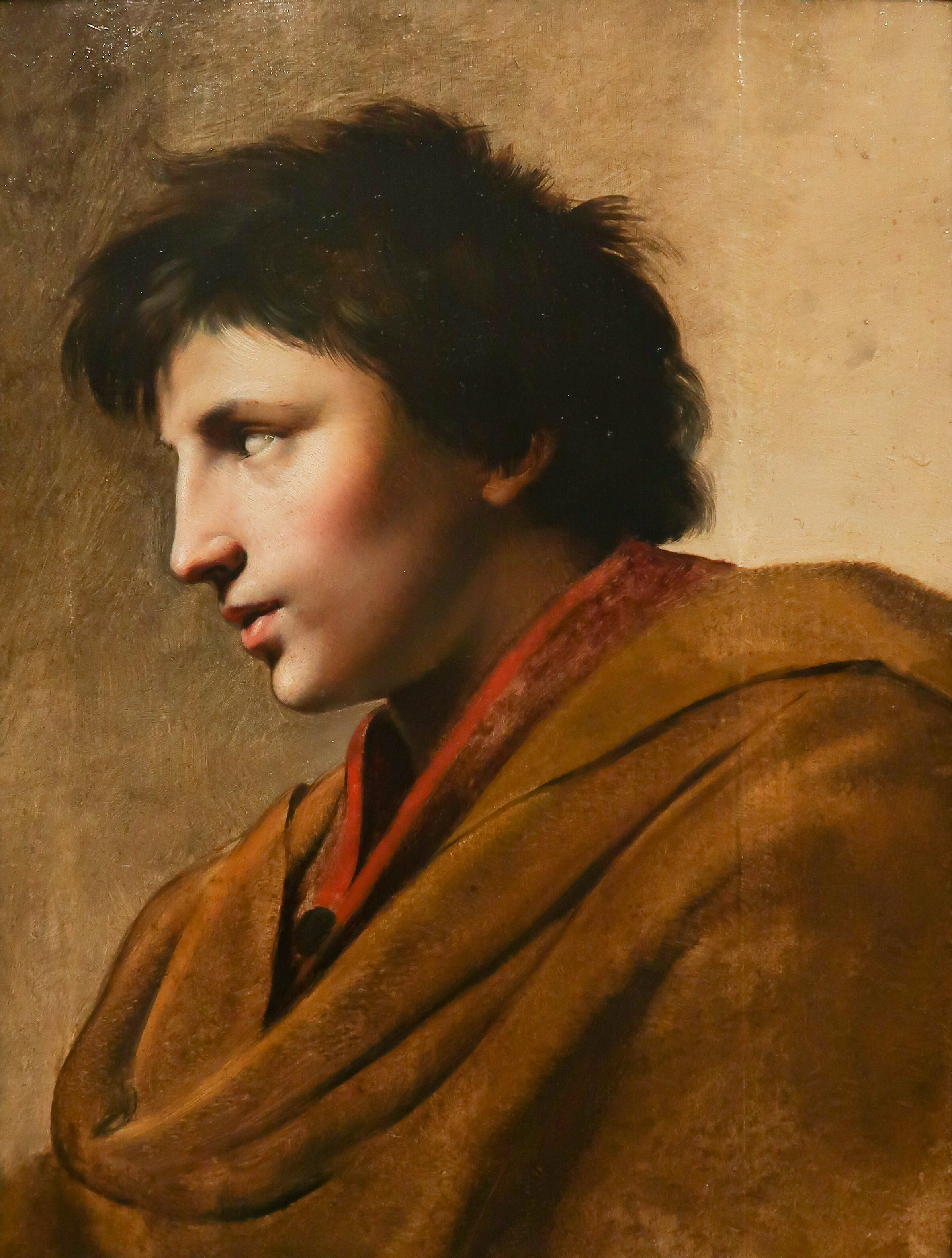
Tête d'étude, Aix-en-Provence, musée Granet

## Œuvres
- Aix-en-Provence, musée Granet : Tête d'étude

## Compléments